# Zoltán Soós-Ruszka Hradetzky
Zoltán Soós-Ruszka Hradetzky (Budapest, 16 aprile 1902 – Kansas City, 8 luglio 1992) è stato un tiratore a segno ungherese dell'Impero austro-ungarico che prese parte ai Giochi olimpici di Los Angeles 1932 e Berlino 1936.
Nel 1932, vinse una medaglia di bronzo, alle spalle dello svedese Bertil Rönnmark e del messicano Gustavo Huet, con la carabina a 50 metri in posizione prona, con un solo punto di differenza e davanti all'italiano Mario Zorzi. Nell'edizione successiva, del 1936, si classificò ottavo parimenti con altri quattro tiratori.

## Palmarès
| Anno | Manifestazione  | Sede        | Evento              | Risultato | Prestazione | Note |
| ---- | --------------- | ----------- | ------------------- | --------- | ----------- | ---- |
| 1932 | Giochi olimpici | Los Angeles | Carabina 50m, terra | Bronzo    | 293         |      |
| 1936 | Giochi olimpici | Berlino     | Carabina 50m, terra | 8º        | 295         |      |